# Tổng giáo phận Košice
Tổng giáo phận Košice (tiếng Slovak: Košická arcidiecéza, tiếng Latinh: Archidioecesis Cassoviensis) là một giáo phận của Giáo hội Công giáo Rôma tại Slovakia. Tổng giáo phận bao gồm các phần trung tâm và phía đông của các vùng Prešov và Košice, với diện tích 10.403 km 2. Tổng giáo phận Košice có dân số khoảng 1.153.505 người, trong đó khoảng 61% theo đạo Công giáo (số liệu thống kê vào năm 2012). Tổng giám mục hiện nay của Tổng giáo phận Košice là Bernard Bober. Ông từng là giám mục phụ tá của giáo phận và kế vị giám mục Alojz Tkáč, về hưu theo giáo luật. Bernard Bober được bổ nhiệm làm Tổng giám mục Košice vào ngày 4 tháng 6 năm 2010 và nắm quyền chính thức của tổng giáo phận vào ngày 10 tháng 7 năm 2010. Ngày 11 tháng 6 năm 2016, Giáo hoàng Phanxicô đã bổ nhiệm linh mục Marek Forgáč làm giám mục phụ tá cho Tổng giáo phận.